# 赵富鑫
赵富鑫（1904年—1999年），江苏上海县人，西安交通大学物理教授，中国共产党员。

## 生平
赵富鑫1904年出生于上海县三林乡三林塘（后属闵行区，今属浦东新区三林镇），1915年毕业于三林高等小学校（现三林中学），后进入浦东中学并考入了南洋大学（现西安交通大学）电机科。毕业后留校任教，协助留美而归的裘维裕、周铭教授鉴麻省理工学院的教学经验，改革当时交大的物理教学。
交通大学迁往西安后，又先后担任数理力学系主任、图书馆馆长、校务委员等职务。1962年，赵富鑫参加并制定了由高等教育部组织编写的中国第一个工科物理统一教学大纲，翻译大量欧美科学著作和先进教材如《电照学》和《电热》，并于崔容强合编了《太阳能电池及其应用》，填补了当时中国太阳能电池教材的空白。